# Down in Albion
Down in Albion es el álbum debut de la banda británica Babyshambles, uno de los grupos de Pete Doherty. Fue lanzado el 14 de noviembre de 2005 por Rough Trade, aunque estuvo disponible en la red desde el 19 de octubre de 2005.

## Listado de canciones
1. "La Belle et la Bête" (interpretada por Kate Moss) (Pete Doherty, Chevalley, Peter Wolfe) – 5:05
2. "Fuck Forever" (Doherty, Patrick Walden) – 4:37
3. "A’rebours" (Doherty) – 3:23
4. "The 32nd of December" (Doherty) – 3:08
5. "Pipedown" (Doherty, Walden) – 2:35
6. "Sticks and Stones" (Doherty, Wolfe) – 4:51
7. "Killamangiro" (Doherty) – 3:13
8. "8 Dead Boys" (Doherty, Walden) – 4:16
9. "In Love with a Feeling" (Doherty, Walden) – 2:51
10. "Pentonville" (General Santana) – 3:49
11. "What Katy Did Next" (Doherty, Alan Wass) – 3:07
12. "Albion" (Doherty) – 5:24
13. "Back from the Dead" (Doherty, Wolfe) – 2:52
14. "Loyalty Song" (Doherty, Walden) – 3:32
15. "Up the Morning" (Doherty, Walden) – 5:43
16. "Merry Go Round" (Doherty) – 5:22

## Sencillos
- "Killamangiro" (11 de noviembre), (2004), (Rough Trade) #8
- "Fuck Forever" (15 de agosto), (2005), (Rough Trade) #4
- "Albion" (28 de noviembre), (2005), (Rough Trade) #8

## Personal
- Peter Doherty – voz
- Patrick Walden – guitarra
- Adam Ficek – batería
- Drew McConnell – bajo
- Kate Moss – voz en pista 1
- El General – voz en pista 10
- Barriemore Barlow – gong en pista 6
- Mick Jones – producción
- Bill Price – mezcla, grabación
- Adam Fuest – grabación
- Iain Gore – grabacióny
- Daniel Parry – ingeniero asistente
- George Williams – ingeniero asistente
- Matt Paul – ingeniero asistente
- Jeff Teader – diseño
- Hedi Slimane – fotografía

- Datos: Q1253208